# Маріупольський колоністський округ
47°23′54″ пн. ш. 37°04′11″ сх. д. / 47.39833° пн. ш. 37.06972° сх. д.
Маріупольський колоністський округ включав у себе німецькі колонії біля витоків річки Кальчик на північний захід від Маріуполя. Заснований після рішення Комітету міністрів про переселення частини біловезьких колоністів у Катеринославську губернію, затвердженого 2 червня 1831 року Миколою I. Входив до складу Маріупольського/Олександрівського повіту Катеринославської губернії. Центром округу було село Ґрунау. У 1871 році округ був ліквідований, і на його місці утворена Ґрунауська та Романівська волості Маріупольського повіту.
Територія Маріупольського колоністського округу становила 46299 десятин (50581 км²). В окрузі було 745 дворів і 137 безземельних сімейств (1857 рік). Працювали 2 олійниці, 23 млини, 50 ткацьких верстатів, 3 церкви і молитовних будинки, 23 школи (1841 рік).

## Села
До складу округу входили села:
| №  | Назва        | Німецька назва | Сучасна назва | Рік  |
| -- | ------------ | -------------- | ------------- | ---- |
| 1  | Біловеж      | -              | Біловеж       | 1832 |
| 2  | Віккерау     | Wickerau       | Кузнецівка    | 1824 |
| 3  | Ґетланд      | Götland        | Мар'янівка    | 1823 |
| 4  | Ґросс-Вердер | Gross-Werder   | -             | 1842 |
| 5  | Ґрунау       | Grunau         | Розівка       | 1824 |
| 6  | Дармштадт    | Darmstadt      | Новгород      | 1840 |
| 7  | Елізабетдорф | Elisabethdorf  | Красна Поляна | 1825 |
| 8  | Кайзердорф   | Kaiserdorf     | Пробудження   | 1823 |
| 9  | Кальчинівка  | -              | Кальчинівка   | 1832 |
| 10 | Кампенау     | Kampenau       | Мар'янівка    | 1823 |
| 11 | Кіршвальд    | Kirschwald     | Вишнювате     | 1828 |
| 12 | Кляйн-Вердер | Klein-Werder   | Першотравневе | 1842 |
| 13 | Кронсдорф    | Kronsdorf      | Розівка       | 1824 |
| 14 | Людвіґсталь  | Ludwigstal     | Зоря          | 1828 |
| 15 | Марієнфельд  | Marienfeld     | Маринопіль    | 1823 |
| 16 | Мірау        | Mirau          | Мирське       | 1823 |
| 17 | Нойгоф       | Neuhof         | Новодворівка  | 1823 |
| 18 | Ной-Ямбурґ   | Neu-Jamburg    | Новокраснівка | 1842 |
| 19 | Райхенберґ   | Reichenberg    | Багатівка     | 1824 |
| 20 | Розенберґ    | Rosenberg      | Розівка       | 1824 |
| 21 | Розенґарт    | Rosengart      | Листвянка     | 1823 |
| 22 | Рундевізе    | Rundewiese     | Луганське     | 1832 |
| 23 | Тіґенгоф     | Tiegenhof      | Азов          | 1824 |
| 24 | Тіґенорт     | Tiegenort      | Антонівка     | 1823 |
| 25 | Тірґарт      | Tiergart       | Адамівка      | 1823 |
| 26 | Шенбаум      | Schönbaum      | Листвянка     | 1823 |
| 27 | Айхвальд     | Eichwald       | Святотроїцьке | 1823 |

## Населення
| № | Кількість | Рік  |
| - | --------- | ---- |
| 1 | 5933      | 1834 |
| 2 | 7367      | 1841 |
| 3 | 10862     | 1859 |